# Zakuroisi Kyûryô
Zakuroisi Kyûryô är en bergstopp i Antarktis. Den ligger i Östantarktis. Norge gör anspråk på området. Toppen på Zakuroisi Kyûryô är 47 meter över havet.
Terrängen runt Zakuroisi Kyûryô är huvudsakligen platt, men den allra närmaste omgivningen är varierad. Trakten är glest befolkad. Närmaste befolkade plats är Showa Station, 3,1 kilometer nordost om Zakuroisi Kyûryô. 